# Centro de salud de Espita
El centro de salud de Espita es una unidad médica que se encarga de la atención primaria en la villa de Espita, Yucatán. Pertenece a la Secretaría de Salud y es regulada por la Jurisdicción Sanitaria n.º 2 de los Servicios de Salud de Yucatán.

## Servicios
El centro de salud cuenta con cinco consultorios médicos, una farmacia, un área de curaciones y los servicios de nutrición, odontología y psicología.

## Galería

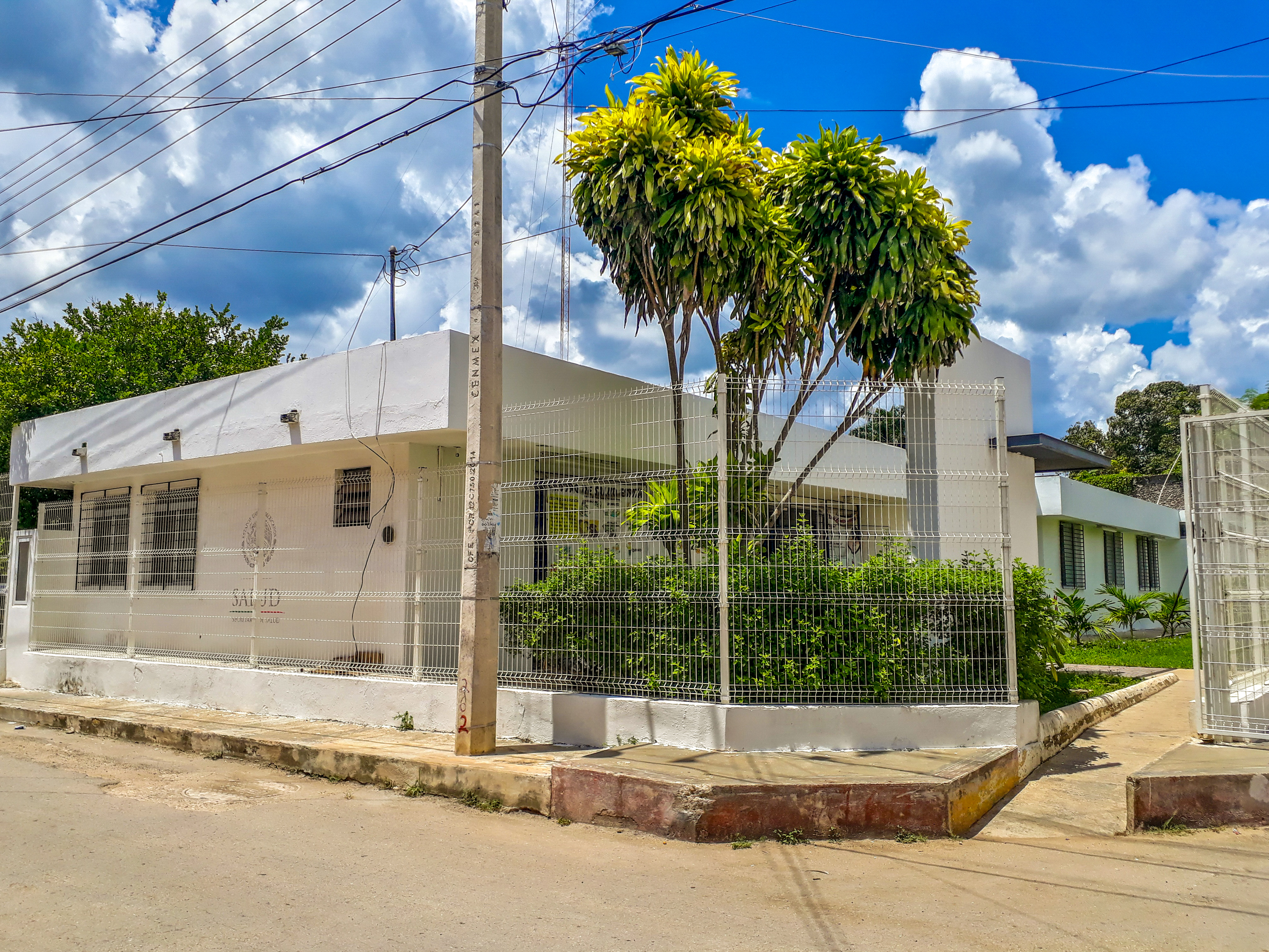
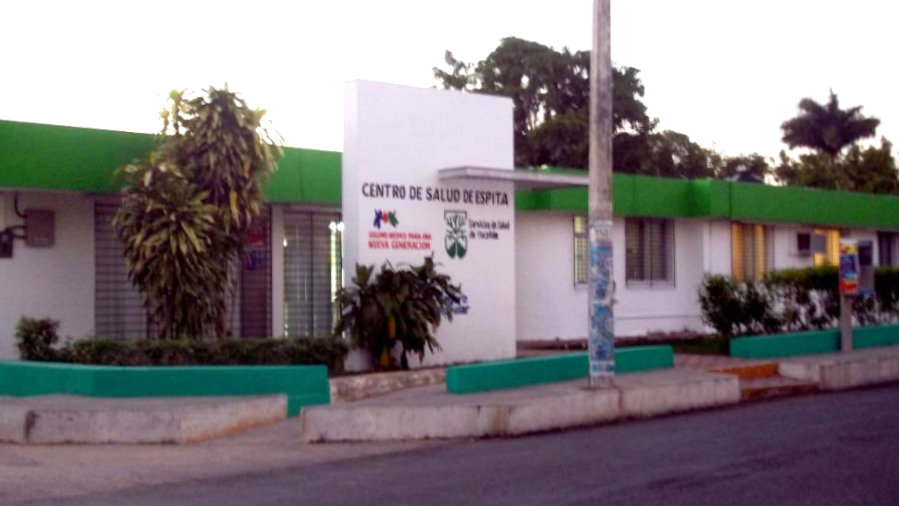